# 祖农·哈迪尔
祖农·哈迪尔（维吾尔语：‎ / ，1911年—1989年9月24日），维吾尔族，新疆额敏县人，中华人民共和国作家。他是维吾尔文学史上最早运用戏剧、小说形式写作的作家之一。曾任中国文联委员、中国作家协会理事、新疆文联副主席等职。

## 生平
祖农1911年出生在新疆塔城额敏县的一个小手工业者家庭。3岁时和家人一起迁居伊犁，在农村度过了童年，那时新疆的经济濒临破产，人民生活贫困。祖农的父亲一直从事小经济生产，思想保守，从不许祖农的母亲出门。祖农的母亲在祖农5岁时病逝，后来祖农的父亲又先后娶过几个妻子。1919年祖农进入宗教学校，学习了阿拉伯语、波斯语和东方文学，两年后进入新式学校读书。13岁时父亲去世，他被迫辍学，靠自己的劳动维持生活，一边在父亲留下的土地上从事生产，一边为人看门或在茶馆打工。
1933年，伊犁开始成立各种文艺团体。1934年3月9日，在伊犁成立了第一个艺术团，戏剧组的成员很多曾在苏联留学，包括铁依甫·阿吉、哈斯木江·坎比里、塞米地等。祖农·哈迪尔参加了戏剧团，经常为排练戏剧而奔忙。1935年夏，他在伊犁参加了6个月的教师培训班后，在伊犁小学当教员。1936年开始发表文学作品。1937年起，在迪化中学读书两年。随后，在迪化的新疆省农业高等技术学校读书两年。在迪化学习期间，受到中国共产党党员林基路等人教导，参加了“反帝联合会”。1941年返回伊犁，历任伊犁维文会文工团演员、文学部主任、教委领导。
三区革命时期，祖农当过战地记者。1945年后，他开始在革命青年联盟出版的《战斗》和新疆保卫和平民主同盟出版的《团结》等刊物当编辑。阿合买提江·哈斯木称赞说：“祖农·哈迪尔的才能及高尚的品格，为其他人树立了榜样。”
1947年，伊犁文工团重建，名为“国家戏剧”的班子成立。祖农依据阿合买提江的指示，在戏剧班子中任专业创作员，负责编剧。同时他还在军校任教。1951年至1954年，祖农在伊犁女子学校任教师（为中学教师）。1954年调回乌鲁木齐的新疆省文化厅任职，并任新疆文联专业作家。1954年至1963年，先后担任过人大代表，新疆文联副主席（1959年当选），中国作家协会第二届理事，中国作家协会新疆分会理事等职。
1958年，在苏联乌兹别克斯坦的塔什干召开了亚非作家会议，中国作家代表团出席，代表团团长为茅盾，副团长为周扬、巴金，秘书长为刘白羽，团员有赵树理、谢冰心、许广平、萧三、郭小川、杨朔、杨沫、戈宝权、张庚、季羡林、叶君健、曲波、袁水拍、库尔班阿里、祖农·哈迪尔、纳·赛音朝克图、玛拉沁夫。
1962年，苏联策动伊塔事件，伊犁的祖农·哈迪尔率多人外逃，被中国边防人员在中苏边境抓获，押解到乌鲁木齐。当时，组织数百人开展批判，并成立批判领导小组，由中共新疆维吾尔自治区党委宣传部主持。领导小组成员包括扎克洛夫、安尼瓦尔·贾库林、艾斯海提·伊斯哈科夫、格尔夏等人。新疆维吾尔自治区领导和其他干部、工人一道参加了对祖农·哈迪尔叛国行为的批判，历时两个半月。当时，正在八楼开三干会，中共新疆维吾尔自治区党委第一书记王恩茂和几位常委参加会议，格尔夏向他们汇报了此事，并将批判大会上有些人提出要严惩祖农·哈迪尔的意见反映给王恩茂。王恩茂最后归纳说：“祖农·哈迪尔的错误是非常严重的，可以说是叛国行为，应该严办。但是考虑到他自行交待了罪行，有悔改表现。同时，他是民族同志中较有影响的作家，是否可以撤职，交给农一师看果园，让他一家养一两头牛，解决喝奶的问题，一个月生活补助二百元钱。”后来，便照王恩茂的上述意见处理，未对他严办，而是流放阿克苏农一师劳动改造，获得了群众支持，参加批判小组的几位领导都认为这加强了民族团结。
1979年，结束了17年的流放生活，回到乌鲁木齐，在新疆文联工作。1980年重新加入中国作家协会。
1989年9月24日，在苏联阿拉木图亲属家中病逝，享年78岁。葬于阿拉木图。

## 著作
祖农1936年开始从事文学创作。第一篇诗《听吧，世界！》在《伊犁河》报上发表。祖农最初的创作是抒情短诗和讽刺寓言。1937年，他将民间爱情叙事诗《艾里甫与赛乃姆》改编为戏剧，显示了他的民主主义立场，公演后获得广泛好评。1940年，他又创作了三幕话剧《蕴倩姆》，揭露了封建统治者的暴行。他还创作了叙事诗《奇曼古丽》，诗歌《祖国》、《干吧！农民大哥》等十九篇，并编入诗集《奇曼古丽》中。诗集《奇曼古丽》未能出版，后在盛世才的统治下被烧毁。1930年代到1940年代，针对更深层次的社会问题，创作了《愚昧之苦》、《蕴倩姆》、《古丽尼沙》、《游击队员》、《用两个手指》、《若都帕依》、《筋疲力尽》等戏剧、短篇小说。同时还收集整理了维吾尔民谣、民歌、格言并出版为《维吾尔成语集》。
中华人民共和国成立后，祖农在不到十年内创作出长篇小说《愤怒》（手稿在文革期间丢失），剧本《艾里甫和赛乃姆》，短篇小说《锻炼》、《红玫瑰》、《思念》、《疑心》、《热合买提》、《伯合提罕的生活》等。剧本《古丽尼沙》先后修改五次，《蕴倩姆》也多次修改。话剧剧本《喜事》获1956年全国汇演剧本三等奖。1984年出版长篇自传体小说《往事》以及《寓言和童话集》。
除了创作外，他还将高尔基的《阿尔希爷爷和廖恩卡》，苏联塔塔尔族作家阿地力·库土依的《未完成的信》，以及新疆哈萨克文学奠基者之一唐加里克的《狱警》等中篇小说、叙事诗译为维吾尔文。
- 祖农·哈迪尔，锻炼，尤素夫·赫捷耶夫译，作家出版社，1958年
- 祖农·哈迪尔，蕴倩姆，尤素夫·赫捷耶夫、海平译，中国戏剧出版社，1958年
- zunun qadir，gulnisa古丽尼莎，新疆青年出版社，1960年
- zunun qadir qatarliqlar，ghérip-senem艾里甫—赛乃木，新疆人民出版社，1981年
- 艾力·艾则孜，祖农·哈迪尔编剧，艾里甫与赛乃姆（电影文学剧本·歌剧剧本），张世荣译，新疆青年出版社，1981年
- zunun qadir，ghunchem蕴倩木，新疆人民出版社，1983年
- 祖农·哈迪尔，往事（一），朱华、夏羿译注，新疆人民出版社，1991年
- 穆罕默德·普拉特，祖农·哈迪尔作品集（维吾尔文），新疆人民出版社，1992年

## 延伸阅读
- 艾合买提·瓦衣提，风暴之夜，新疆青少年出版社，2004年